# Poecilium lividum
Poecilium lividum là một loài bọ cánh cứng trong họ Cerambycidae.

## Hình ảnh

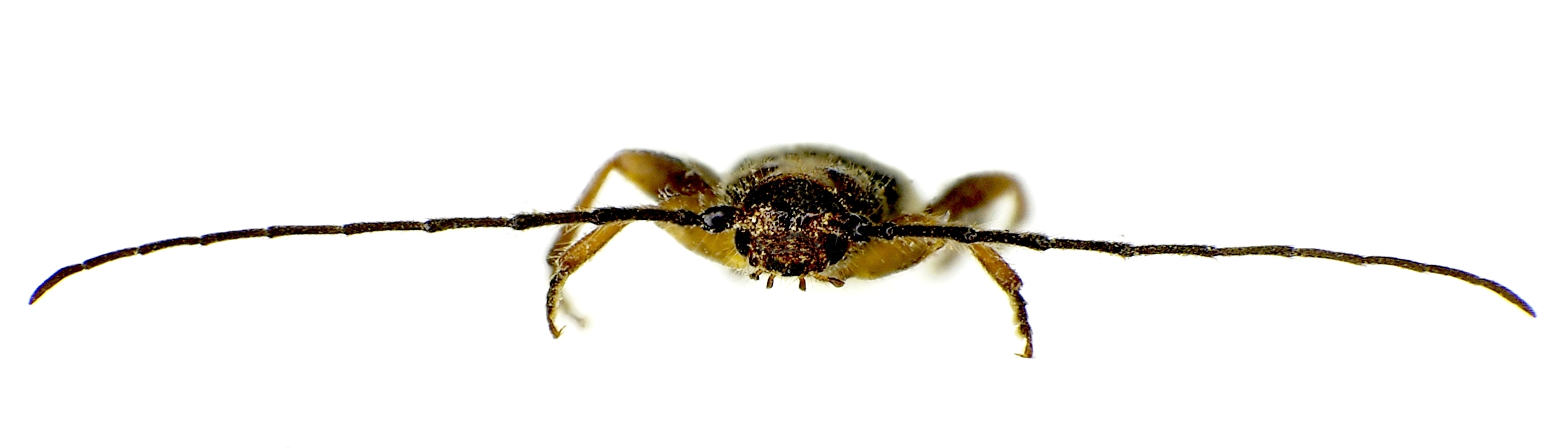
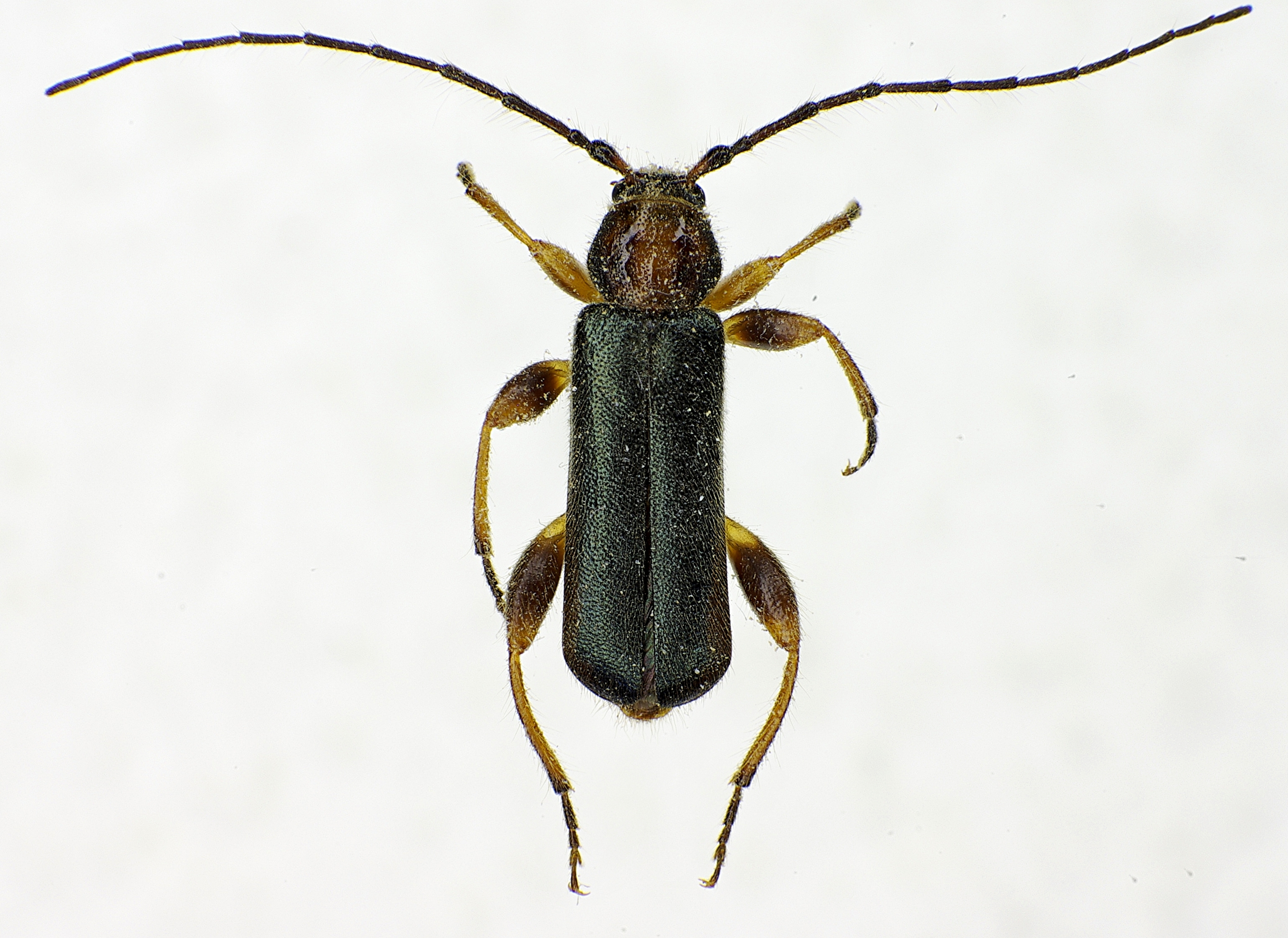
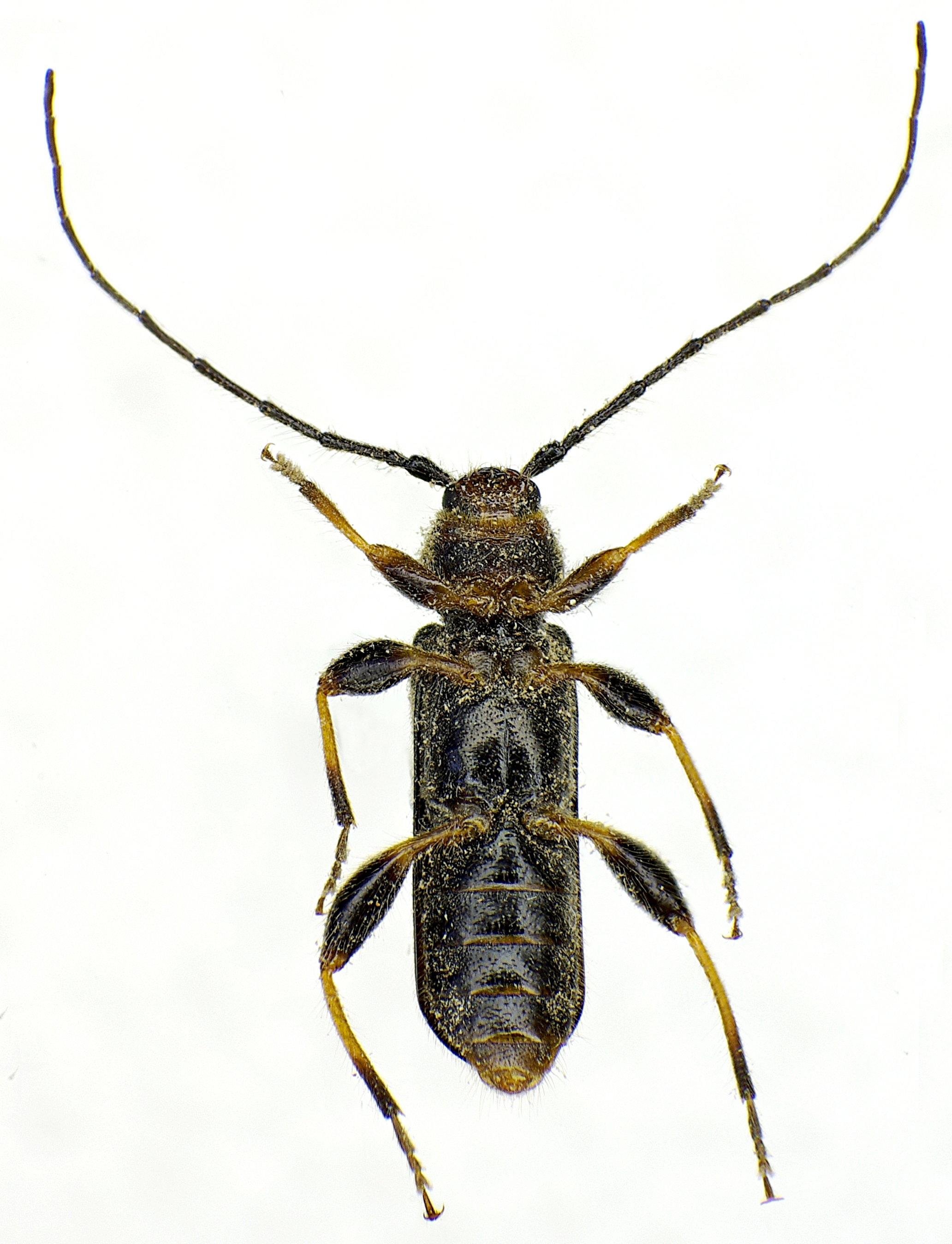
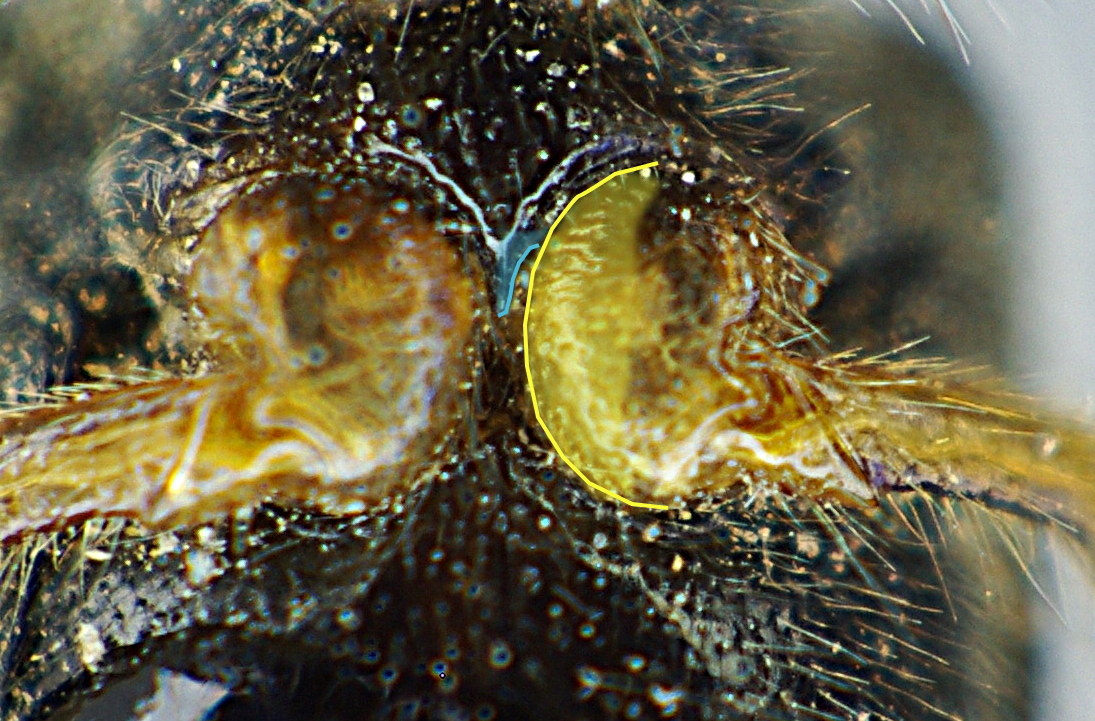